# ブラフマージー
ブラフマージー（Brahmaji、1965年4月25日 - ）は、インドのテルグ語映画で活動する俳優。

## キャリア
1995年にクリシュナ・ヴァムシーの監督デビュー作『Gulabi』で主要キャストに起用されて以来、彼の監督作品の常連俳優として起用されるようになった。1996年は『Ninne Pelladata』に出演し、1997年には『Sindhooram』で主演を務めた。その後は性格俳優として多くの映画に出演し、2018年に開催された第16回サントーシャム南インド映画賞でコメディ俳優としての実績を評価され、サントーシャム・アッル・ラーマリンガイヤ・スマラカン賞を受賞している。

## フィルモグラフィー

### テルグ語映画
- Mannemlo Monagadu（1986年）
- Muvva Gopaludu（1987年）
- Muddula Mavayya（1989年）
- Siva（1989年）
- Magaadu（1990年）
- Muddula Menalludu（1990年）
- Sarpayagam（1991年）
- Laati（1992年）
- Dharma Kshetram（1992年）
- Mother India（1992年）
- Theerpu（1994年）
- Raithu Bharatam（1994年）
- Money Money（1994年）
- Gulabi（1995年）
- Sankalpam（1995年）
- Ninne Pelladata（1996年）
- Sindhooram（1997年）
- Chandralekha（1998年）
- Sri Ramulayya（1998年）
- バブーを探せ!（1998年）
- English Pellam East Godavari Mogudu（1999年）
- Swayamvaram（1999年）
- Seenu（1999年）
- Seetharama Raju（1999年）
- Sammakka Sarakka（2000年）
- Vamsoddharakudu（2000年）
- Thiladaanam（2000年）
- Maa Annayya（2000年）
- Pelli Sambandham（2000年）
- Ide Naa Modati Prema Lekha（2001年）
- Adhipathi（2001年）
- Chiranjeevulu（2001年）
- Tiladaanam（2002年）
- Khadgam（2002年）
- Vasu（2002年）
- Tappu Chesi Pappu Koodu（2002年）
- Joruga Husharuga（2002年）
- Nijam（2003年）
- Sivamani（2003年）
- Inspector（2003年）
- Samba（2004年）
- Bhadra（2005年）
- Athadu（2005年）
- Annavaram（2006年）
- Pournami（2006年）
- Munna（2007年）
- Dhee（2007年）
- Andariki Vandanalu（2008年）
- Idi Sangathi（2008年）
- Bujjigadu（2008年）
- Homam（2008年）
- Deepavali（2008年）
- Ek Niranjan（2009年）
- Sweet Heart（2009年）
- Anjaneyulu（2009年）
- あなたがいてこそ（2010年）
- Don Seenu（2010年）
- ブリンダーヴァナム 恋の輪舞（2010年）
- Puli（2010年）
- Mirapakay（2011年）
- Dookudu（2011年）
- Kandireega（2011年）
- Kshetram（2011年）
- Businessman（2012年）
- Julayi（2012年）
- All the Best（2012年）
- Daruvu（2012年）
- Nippu（2012年）
- Damarukam（2012年）
- Gouravam（2013年）
- バードシャー テルグの皇帝（2013年）
- Balupu（2013年）
- Kamina（2013年）
- Attarintiki Daredi（2013年）
- Venkatadri Express（2013年）
- Legend（2014年）
- Un Samayal Arayil（2014年）
- Rabhasa（2014年）
- Power（2014年）
- Dikkulu Choodaku Ramayya（2014年）
- Jil（2015年）
- Pandaga Chesko（2015年）
- ルドラマデーヴィ 宿命の女王（2015年）
- Bruce Lee: The Fighter（2015年）
- Bengal Tiger（2015年）
- Express Raja（2016年）
- Run（2016年）
- Soggade Chinni Nayana（2016年）
- Krishna Gaadi Veera Prema Gaadha（2016年）
- Sardaar Gabbar Singh（2016年）
- Babu Bangaram（2016年）
- ジャナタ・ガレージ（英語版）（2016年）
- Manamantha（2016年）
- Hyper（2016年）
- Premam（2016年）
- Traap（2016年）
- Keshava（2017年）
- Radha（2017年）
- Lie（2017年）
- Nakshatram（2017年）
- Jai Lava Kusa（2017年）
- Next Nuvve（2017年）
- Oxygen（2017年）
- ランガスタラム（2018年）
- Kirrak Party（2018年）
- Krishnarjuna Yudham（2018年）
- Bharat Ane Nenu（2018年）
- Nela Ticket（2018年）
- Saakshyam（2018年）
- アラヴィンダとヴィーラ（2018年）
- Savyasachi（2018年）
- Bluff Master（2018年）
- F2: Fun and Frustration（2019年）
- Where Is the Venkatalakshmi（2019年）
- Chitralahari（2019年）
- Jersey（2019年）
- リシの旅路（英語版）（2019年）
- Voter（2019年）
- Ranarangam（2019年）
- Gaddalakonda Ganesh（2019年）
- Raju Gari Gadhi 3（2019年）
- サイラー ナラシムハー・レッディ 偉大なる反逆者（英語版）（2019年）
- Mathu Vadalara（2019年）
- ヴァイクンタプラムにて（2020年）
- Sarileru Neekevvaru（2020年）
- Bheeshma（2020年）
- HIT: The First Case（2020年）
- O Pitta Katha（2020年）
- Eureka（2020年）
- Alludu Adhurs（2021年）
- FCUK: Father Chitti Umaa Kaarthik（2021年）
- Ninnila Ninnila（2021年）
- Rang De（2021年）
- Narappa（2021年）
- Jathi Ratnalu（2021年）
- Ek Mini Katha（2021年）
- Thimmarusu（2021年）
- プシュパ 覚醒（2021年）
- Hero（2022年）
- DJ Tillu（2022年）
- Clap（2022年）
- Bloody Mary（2022年）
- Ghani（2022年）
- Sarkaru Vaari Paata（2022年）
- Godse（2022年）
- The Warriorr（2022年）
- Krishna Vrinda Vihari（2022年）
- Godfather（2022年）
- Kerosene（2022年）
- Bimbisara（2022年）
- Like, Share & Subscribe（2022年）
- Macherla Niyojakavargam（2022年）
- Top Gear（2022年）
- 18 Pages（2022年）
- Virupaksha（2023年）
- Amigos（2023年）
- Rangabali（2023年）
- Slum Dog Husband（2023年）
- Nireekshana（2023年）
- Mr. Pregnant（2023年）
- Bhagavanth Kesari（2023年）
- Jorugaa Husharugaa（2023年）
- SALAAR/サラール（2023年）
- グントゥールの激辛男（英語版）（2024年）
- Chaari 111（2024年）
- Tillu Square（2024年）
- Purushothamudu（2024年）
- Alanaati Ramchandrudu（2024年）
- Pushpa 2: The Rule（2024年）

### タミル語映画
- Joot（2003年）
- Saravana（2006年）
- Chennai Kadhal（2006年）
- Gouravam（2013年）
- Saagasam（2016年）
- Clap（2022年）
- The Warriorr（2022年）

### カンナダ語映画
- Vande Matharam（2001年）

### ヒンディー語映画
- Shiva（1990年）

## 受賞歴
| 年                                | 部門                                                   | 作品                              | 結果                              | 出典                              |
| フィルムフェア賞 南インド映画部門 | フィルムフェア賞 南インド映画部門                      | フィルムフェア賞 南インド映画部門 | フィルムフェア賞 南インド映画部門 | フィルムフェア賞 南インド映画部門 |
| --------------------------------- | ------------------------------------------------------ | --------------------------------- | --------------------------------- | --------------------------------- |
| 2014年                            | テルグ語映画部門助演男優賞                             | 『Venkatadri Express』            | ノミネート                        | [ 5 ]                             |
| 南インド国際映画賞                |                                                        |                                   |                                   |                                   |
| 2023年                            | テルグ語映画部門コメディアン賞                         | 『Like, Share & Subscribe』       | ノミネート                        |                                   |
| サントーシャム南インド映画賞      |                                                        |                                   |                                   |                                   |
| 2018年                            | サントーシャム・アッル・ラーマリンガイヤ・スマラカン賞 | N/A                               | 受賞                              |                                   |